# Hynek Fiedler

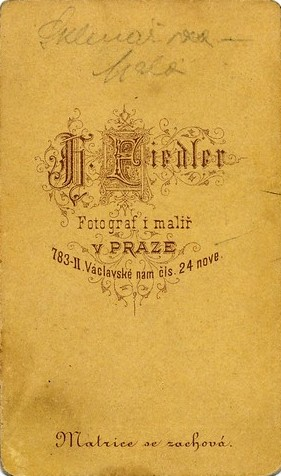
Rub černobílé vizitkové fotografie Hynka Fidlera, karton

Hynek Fiedler, křtěný Ignác František Jan (22. srpna 1836 Dvůr Králové nad Labem – 24. února 1870 Praha), byl český malíř a portrétní fotograf.

## Životopis
Narodil se 22. srpna 1836 ve Dvoře Králové v rodině krupaře Antona Fiedlera a jeho ženy Anny rozené Holubové. Od roku 1854 studoval v Praze na malířské akademii a v letech 1858–1862 pokračoval ve studiu na akademii ve Vídni. Od roku 1863 byl členem výtvarného odboru Umělecké besedy. Začínal jako malíř portrétista a později se věnoval i portrétní fotografii. Fotografické vzdělání získal u profesora Julia Schnause v Jeně.
V září roku 1863 zahájil v Písku své podnikatelské aktivity společně s kolegou z akademie Adolfem Pechem, ale asi po půl roce svou fotografickou práci přerušil. Následně se oženil s Annou, roz. Junkovou a odešel do Prahy, kde bydlel na Václavském náměstí v čp. 784, kde od května 1864 provozoval fotoateliér jeho bývalý společník z Písku A. Pech. Zprvu u něj Fiedler pracoval, později živnost převzal a A. Pech v ateliéru po tři roky působil jako zaměstnanec. Malbou kulis se v ateliéru údajně zabýval dekoratér Jan Duchoslav a od roku 1866 zde byl zaměstnán po čtyři roky Jan Mulač.
Úspěšně rozvíjející se živnost přerušil náhlý skon Hynka Fiedlera, po jeho smrti vedla ateliér od 1870 vdova Anna Fiedlerová. Od roku 1919, kdy Anna Fiedlerová zemřela, v rodinné tradici pokračoval jejich nejstarší syn Josef.

## Galerie

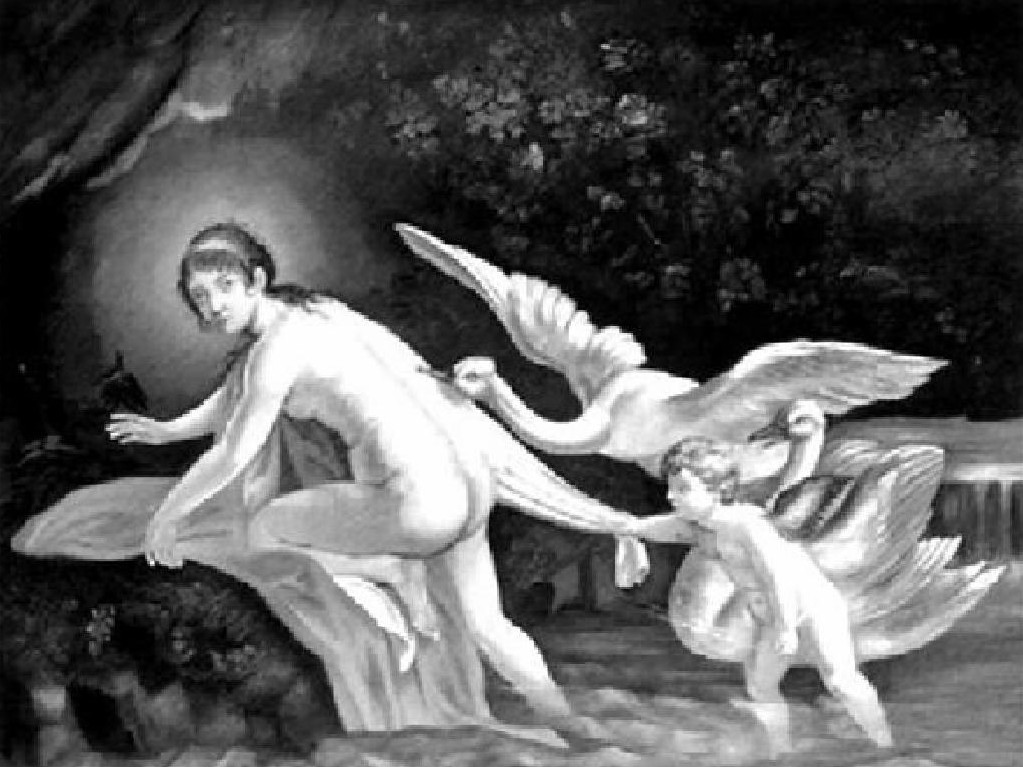
Leda následovaná labutěmi a Amorem (1858)
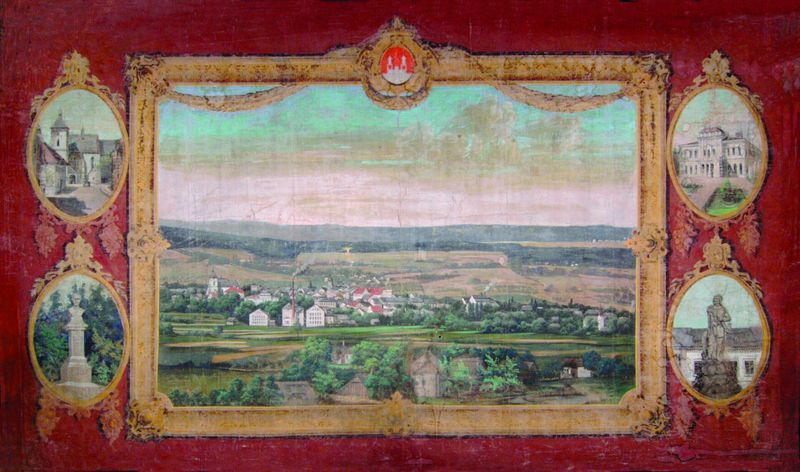
Dvůr Králové nad Labem, Hankův dům, opona „Pohled na město a jeho pamětihodnosti“; Hynek Fiedler a Václav Hanibal, (kol. 1872)
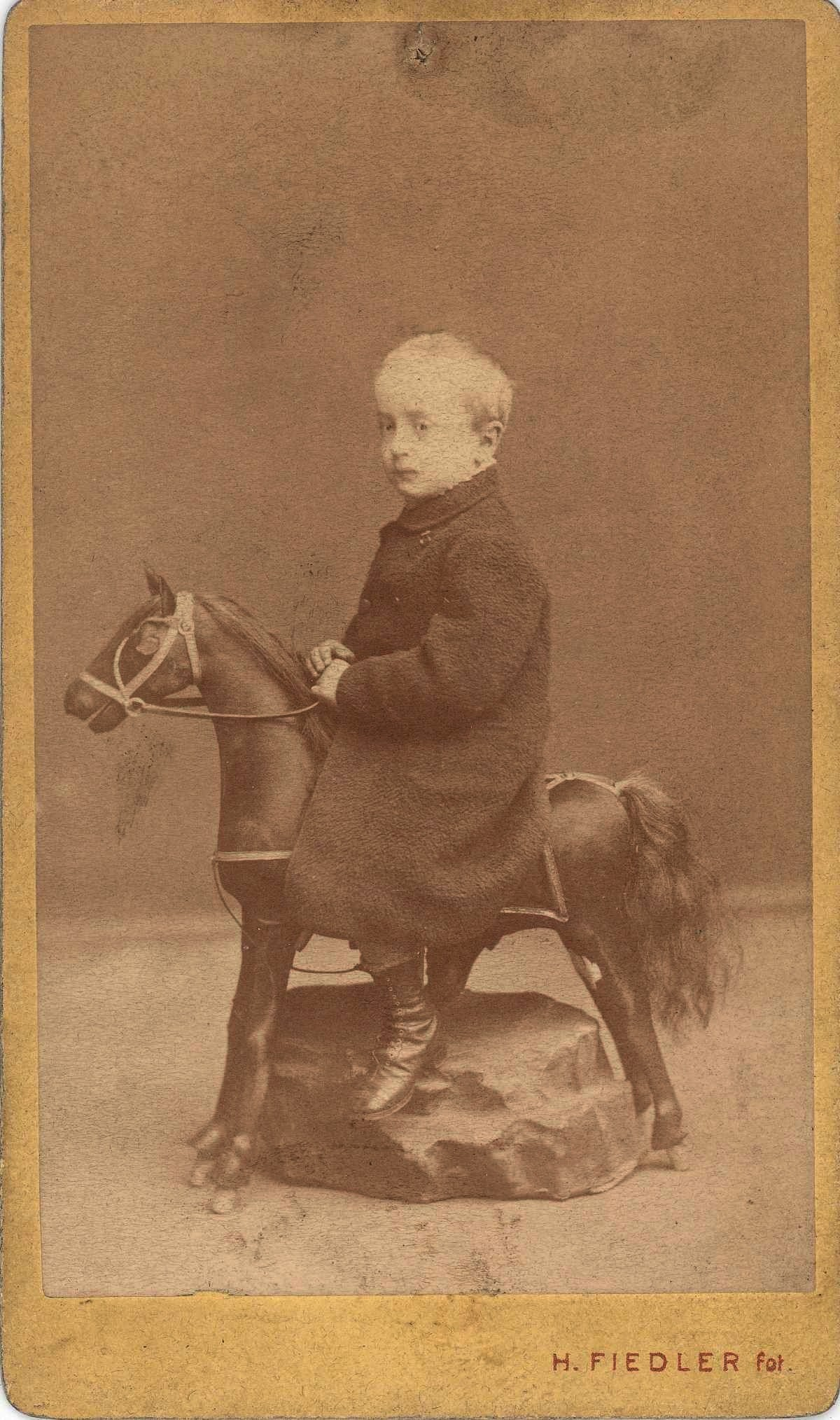
Portrét jednoho z dětí Hynka a Anny Fiedlerových
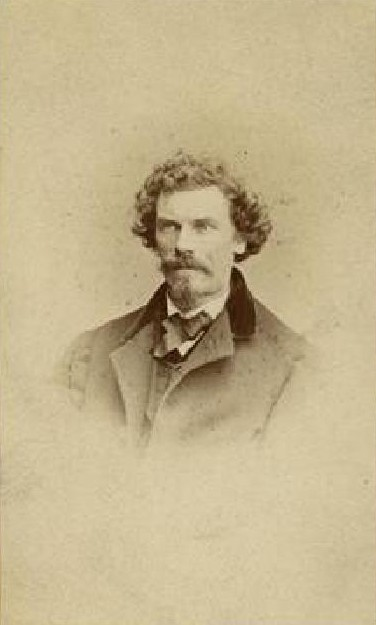
Alois Bubák (kolem 1860–1869)
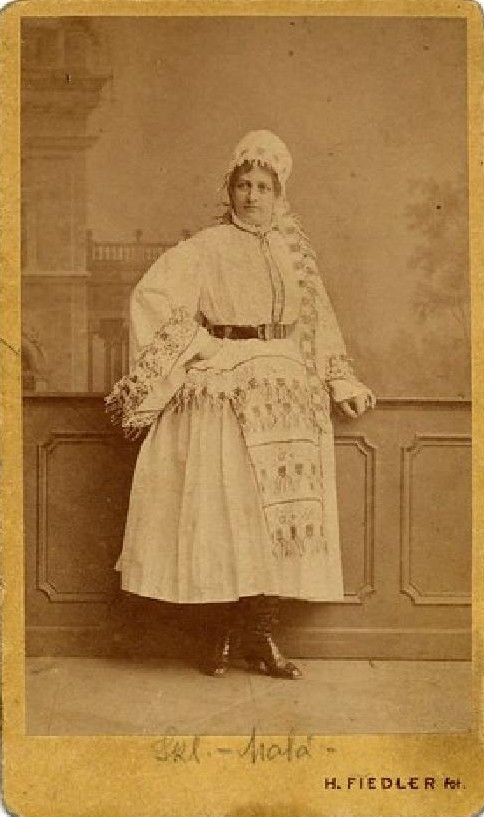
Otilie Sklenářová-Malá
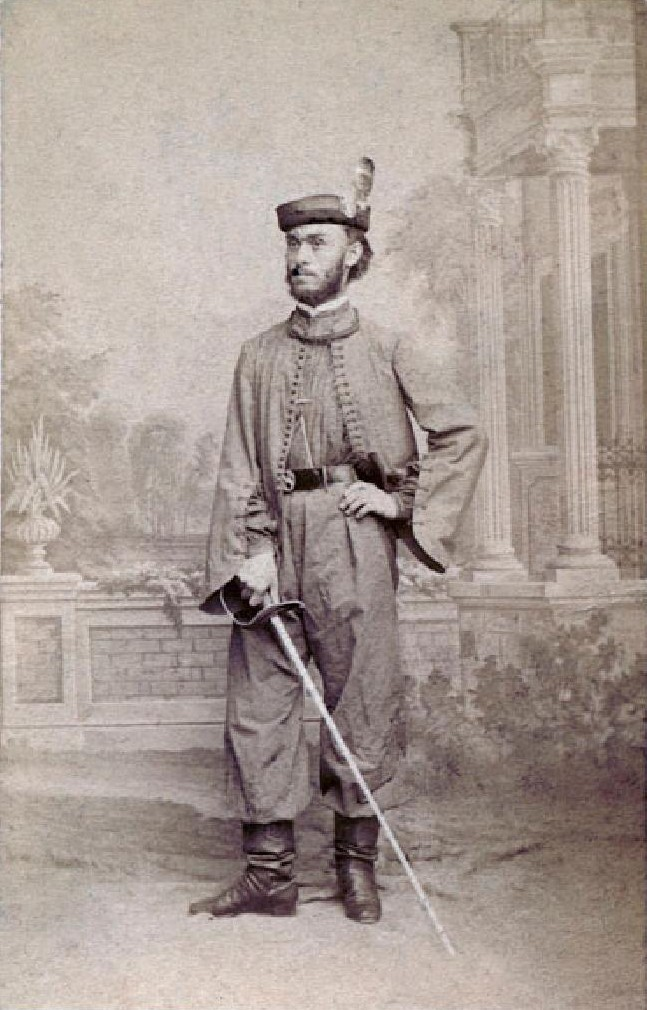
J. E. Vávra jako sokol (kolem 1865), vizitka
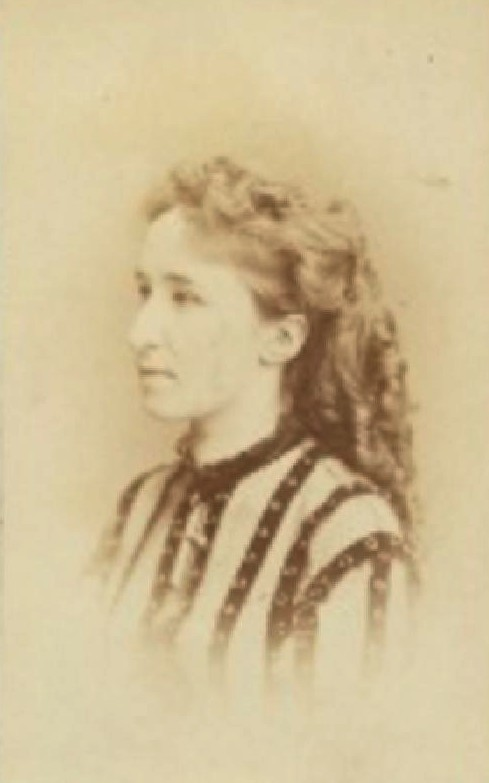
Emilie Bubeníčková (1840–1920) civilní fotografie: vizitka (kol. 1865)
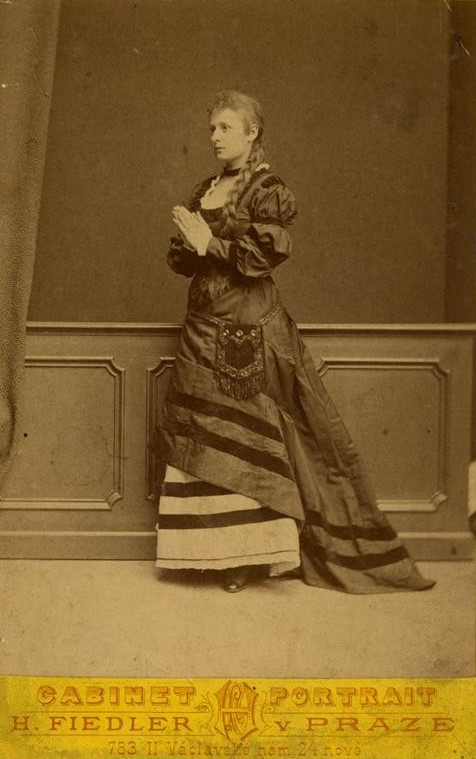
Portrét herečky Marie Pospíšilové